# New Mexico State Route 2
Die New Mexico State Route 2 (kurz NM 2) ist eine State Route im US-Bundesstaat New Mexico, die in Nord-Süd-Richtung verläuft.
Die State Route beginnt am U.S. Highway 285 nördlich von Artesia und endet südlich von Roswell bei Midway wieder am US 285. Die zweispurige NM 2 durchquert in ihrem Verlauf die Städte Dexter, Greenfield, Hagerman und Lake Arthur. Zwischen Dexter und Midway trägt die Straße die Bezeichnung Old Dexter Highway.